# Kevin Esteve Rigail
Kevin Esteve Rigail (Escaldes-Engordany, 27 december 1989) is een Andorrees voormalig alpineskiër. Hij nam tweemaal deel aan de Olympische Spelen en haalde hierbij geen medaille.

## Carrière
Esteve Rigail maakte zijn wereldbekerdebuut in december 2010 tijdens de afdaling in Val Gardena. Hij behaalde nooit punten voor het wereldbekerklassement.
Op de Olympische Winterspelen 2010 nam hij deel aan de afdaling waar hij goed was voor een 47e plaats. Op de super G eindigde Esteve Rigail 39e. Op de afdaling op de Olympische Winterspelen 2014 eindigde hij op de 32e plaats.

## Resultaten

### Wereldkampioenschappen
| Jaar | Plaats      | Resultaten                                                     |
| ---- | ----------- | -------------------------------------------------------------- |
| 2011 | Garmisch-P. | 21e Supercombinatie 34e Afdaling 71e Reuzenslalom DNF1 Super G |
| 2013 | Schladming  | 14e Supercombinatie 30e Afdaling 45e Super G DNF2 Reuzenslalom |

### Olympische Spelen
| Jaar | Plaats    | Resultaten                                    |
| ---- | --------- | --------------------------------------------- |
| 2010 | Vancouver | 39e Super G 47e Afdaling DNF1 Supercombinatie |
| 2014 | Sotsji    | 32e Afdaling                                  |